# Lee Zii Jia
Lee Zii Jia (født 29. marts 1998) er en malaysisk badmintonspiller. Hans bedste præstation var at vinde All England Open i 2021. Den 21. januar 2022 forbød Badminton Association of Malaysia ham at konkurrere i 2 år for at forsøge at forlade landsholdet. Forbuddet ville senere blive ophævet efter han har bedt Malaysias badmintonforbund genoverveje hans toårige udelukkelse fra turneringer. 